# 内梅特·米克洛什
内梅特·米克洛什（匈牙利語：Németh Miklós，1948年1月24日—），匈牙利经济学家和政治家，1988年至1990年担任匈牙利人民共和国部长会议主席，匈牙利社会主义工人党领导人。1971年畢業於馬克思經濟大學，及後前往哈佛大學留學。